# رخمة
رخمه أو عيلة علي أو خربة علي  علي نسبة إلى مختارهم علي قرية فلسطينية .تقع في جنوب شرقي محافظة بيت لحم، سكانها عرب التعامرة تتبع لبلدية جناته، وقعت تحت الاحتلال في حرب 1967 ولكنها تتبع السلطة الوطنية الفلسطينية الآن. يوجد فيها بئر مياه مقسوم بين السلطة وإسرائيل ومن العائلات الموجودة فيه ال صبح ال شاورية ال مسلم.